# Alpes Cárnicos e de Gail
Os Alpes Cárnicos e de Gail (em italiano:  Alpi Carniche e della Gail) são um maciço montanhoso que se encontra nas regiões da Caríntia e do Tirol na Áustria assim como na região de Friul-Veneza Júlia e parcialmente na região de Véneto e Trentino-Alto Ádige, da Itália.

## Localização
Os Alpes Cárnicos e de Gail estão rodeados a Norte pelas Alpes do Tauern ocidentais, a Nordeste com os Alpes da Estíria e da Caríntia, a Leste os Alpes da Caríntia e Eslovenos e os Alpes e Pré-Alpes Julianos, e a Sul com com a planície do Pó a que os italianos chamam pianura Padana.

## SOIUSA
A Subdivisão Orográfica Internacional Unificada do Sistema Alpesno (SOIUSA) dividiu em 2005 os Alpes em duas grandesPartes: Alpes Ocidentais e Alpes Orientais, separados pela linha formada pelo  Rio Reno - Passo de Spluga - Lago de Como - Lago de Lecco.
A secção alpina dos Alpes Cárnicos e de Gail é formada pelos Alpes Cárnicos, os Alpes de Gail e os Pré-Alpes Cárnicos.

### Classificação  SOIUSA
Segundo a SOIUSA este acidente geográfico é uma Secção alpina  com as seguintes características:
- Parte = Alpes Orientais
- Grande sector alpino = Alpes Orientais-Sul
- Secção alpina = Alpes Cárnicos e de Gail
- Código = II/C-33

## Imagens

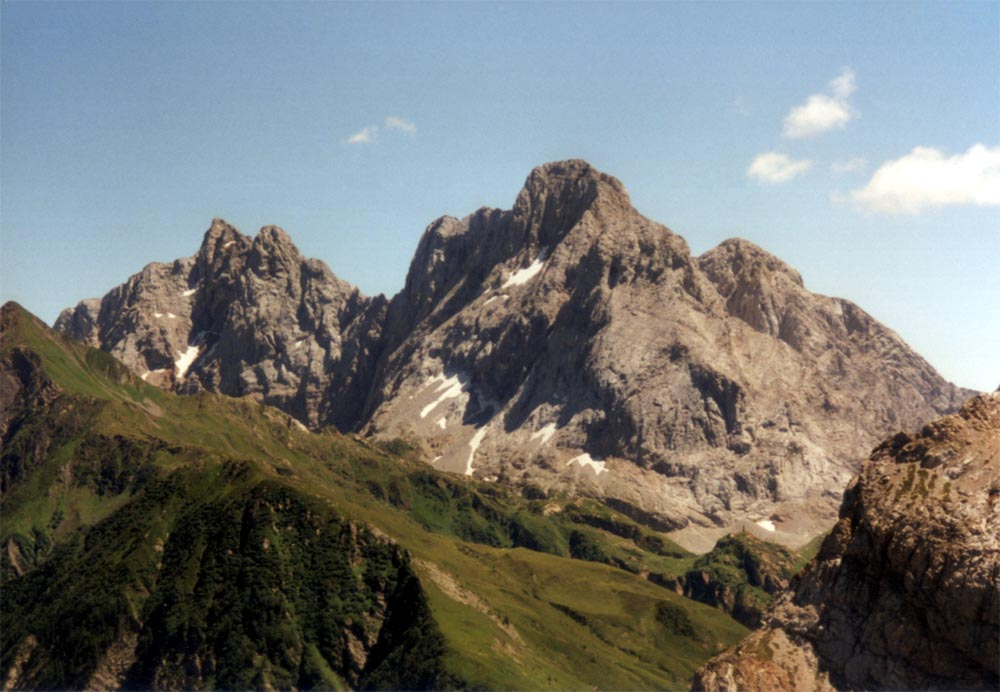
O vertente austríaco de Monte Coglians